# 屈銓 (景泰進士)
屈銓（？—？），山西潞州潞城縣人，明朝政治人物。

## 生平
景泰元年（1450年）庚午科山西鄉試第一名舉人（解元），五年（1454年）甲戌科二甲第九十八名進士。授戶部主事。